# Pteridophyte Phylogeny Group
De Pteridophyte Phylogeny Group (PPG) is een informele internationale groep van systematische botanici die samenwerken om een consensus te bereiken over de classificatie van de recente Lycopodiopsida ('wolfsklauwen') en Polypodiopsida (paardestaarten en 'varens') die de kennis weerspiegelt over plantrelaties die zijn ontdekt door middel van fylogenetische studies. De opzet kwam overeen met die van de Angiosperm Phylogeny Group voor de classificatie van de bedektzadigen ('angiosperms').
In 2016 publiceerde de Pteridophyte Phylogeny Group "PPG I", dat bestond uit een classificatie voor recente varens en verwanten. Het artikel had 94 auteurs, waarvan 26 hoofdauteurs en 68 extra auteurs. Een eerste classificatie van het PPG I-systeem verscheen in 2016 en omvat alleen bestaande (levende, niet fossiele) Lycopodiopsida en Polypodiopsida. De classificatie was tot op het niveau van orde uitgewerkt, waarbij de rangen van klasse, onderklasse, orde, onderorde, familie, onderfamilie en geslacht werden gebruikt.